# Ann Marston
Ann Gyoba, nata Ann Marston (Moose Jaw, ...), è una scrittrice canadese.
È autrice di due cicli di romanzi fantasy di ispirazione principalmente celtica.

## Biografia
Nata nel Saskatchewan, da una famiglia di piloti (la figlia Laura rappresenta la quarta generazione di tale professione), ha girato per tutto il Canada, lavorando come pilota di linea, istruttrice di volo, dirigente auroportuale e insegnante.
Vive a Edmonton, dove insegna scrittura fantastica alla Grant McEwan University.
È sposata e ha due figli e una nipote.
È stata fra gli ospiti d'onore di Italcon 1999.
Dopo un lungo periodo di inattività come scrittrice ha annunciato di avere un accordo per tre nuovi romanzi, che dovrebbero uscire a partire dal 2015.
I due cicli più famosi di Ann Marston si svolgono in un mondo fantastico ispirato principalmente alle isole britanniche del mito celtico. Non è difficile riconoscere la Scozia in Tyra e l'Irlanda in Celi. Una peculiarità è il cambio di registro fra i libri, scritti in prima persona il primo e il terzo (ma dal punto di vista di due personaggi diversi) e in terza persona il secondo. Lo stile e la caratterizzazione dei personaggi si avvicinano a quello di David e Leigh Eddings.

## Opere

### Universo delle Spade

#### La Spada delle Rune(The Rune Blades of Celi)
1. La Spada delle Rune (Kingmaker's Sword), HarperPrism, 1996. Trad. Annarita Guarnieri, Fantacollana 158, Editrice Nord, 1998.
2. Il Re d'Occidente (The Western King), HarperPrism, 1996. Trad. Annarita Guarnieri, Fantacollana 161, Editrice Nord, 1999.
3. La Lama Infranta (Broken Blade), HarperPrism, 1997. Trad. Annarita Guarnieri, Fantacollana 163, Editrice Nord, 1999.

La traduzione italiana della serie è stata riunita nel volume omnibus La saga della spada delle rune (Narrativa Nord 163, Editrice Nord, 2002).

#### La Spada in Esilio(Sword in Exile)
1. Il Principe di Skai (Cloudbearer's Shadow), HarperPrism, 1999. Trad. Giampiero Roversi, Fantacollana 165, Editrice Nord, 1999.
2. Il Re delle Ombre (King of Shadows), HarperPrism, 1999. Trad. Giampiero Roversi, Fantacollana 168, Editrice Nord, 2000.
3. La spada in esilio, (Sword and Shadow), Eos / HarperCollins, 2000. Trad. Luca Landoni, Fantacollana 171, Editrice Nord, 2000.

### Romanzi autoconclusivi
- Diamonds in the Sand, Five Rivers Chapmanry, 2017.